# 霍赫格拉特山
47°29′43.4″N 10°4′42.9″E / 47.495389°N 10.078583°E

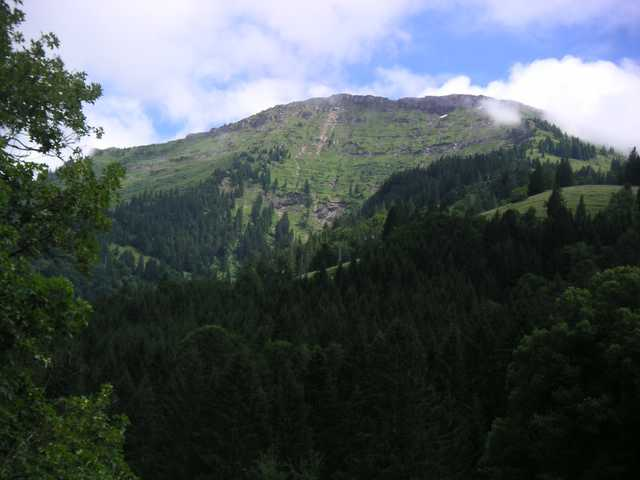

霍赫格拉特山（德語：Hochgrat），是德國的山峰，位於該國東南部，由巴伐利亞負責管轄，屬於阿爾高阿爾卑斯山脈的一部分，海拔高度1,834米，每年平均降雨量1,730毫米。